# Сон в летнюю ночь (фильм, 1935)
«Сон в летнюю ночь» (англ. A Midsummer Night's Dream) — комедия 1935 года, поставленная в Голливуде выдающимся театральным режиссёром Максом Рейнхардтом и экранизированная Уильямом Дитерле. Экранизация одноимённого произведения Шекспира.
Фильм был запрещён к прокату в нацистской Германии, так как режиссёр Макс Рейнхардт и композитор Феликс Мендельсон были евреями по национальности.

## Сюжет
Тезей, герцог афинский, собирается жениться на королеве амазонок Ипполите.
Гермия и Лезандер любят друг друга, но отец прочит её в жены Деметрию. В Деметрия несчастно влюблена Елена.
Влюбленные решают тайно обвенчаться и ночью сбегают в лес, но сбиваются с дороги и решают подождать до утра. Елена и Деметрий идут за ними.
Здесь же королева фей Титания и Король Оберон не поделили маленького мальчика, похищенного у индийского султана. В лес же приходят и ремесленники (Основа, Дудка и другие), которые должны были играть пьесу на свадьбе Тезея и Ипполиты, чтобы отрепетировать свою пьесу вдали от города.

## В ролях

### Афинский двор
- Иэн Хантер — Тезей
- Верри Тисдейл — Ипполита
- Хобарт Кавано — Филострат
- Дик Пауэлл — Лизандер
- Росс Александер — Деметрий
- Оливия де Хэвилленд — Гермия
- Джин Мьюр — Елена
- Грант Митчелл — Эгей

### Актёры
- Фрэнк Макхью — Пигва
- Дьюи Робинсон — Миляга
- Джеймс Кэгни — Основа
- Джо Э. Браун — Дудка
- Хью Херберт — Рыло
- Отис Харлан — Заморыш
- Артур Тричер — Эпилог

### Феи, эльфы и гномы
- Виктор Джори — Оберон
- Анита Луиз — Титания
- Микки Руни — Пак
- Билли Барти — Горчичное Семечко
- Анджело Росситто — гном
- Хелен Уэсткотт — паучиха[2]

Первоначально Оливия де Хэвилленд вошла в съёмочную группу в качестве дублерши Глории Стюарт, но из-за болезни актрисы получила роль. Другой кандидаткой на роль Гермии была Бетт Дейвис.

## Награды
В 1936 году фильм получил две премии «Оскар» — за операторскую работу и монтаж. Кроме того, был номинирован на получение премии как лучшая картина.